# Эйнар Йоунссон
Эйнар Йоунссон (исл. Einar Jónsson; 11 мая 1874, Галтафель, Исландия — 18 августа 1954, Рейкьявик, Исландия) — исландский скульптор.
Йонссон — первый исландский скульптор, добившийся международного признания. Родился в крестьянской семье; его родным братом был известный художник Асгримур Йонссон. В 1893 году Йонссон уехал в Данию. В Копенгагене он получил художественное образование у Стефана Абеля Синдинга. Первая персональная выставка состоялась в 1901 году в королевском дворце Шарлоттенбург, после которой молодой скульптор получил государственную стипендию исландского Альтинга.
С помощью полученной стипендии Йонссон много путешествовал с учебной целью, жил в Германии и Италии. В 1915—1916 годах работал в США и в Канаде. В Филадельфии он создал памятник первому викингу (или первому европейцу), ступившему на землю Америки — Торфинну Карлсефни. В Виннипеге ему принадлежит мемориал героев Первой мировой войны, являющийся важной городской достопримечательностью.
Вернувшись в Исландию, скульптор много работал. Он создал находящиеся в Рейкьявике памятники королю Христиану IX, религиозному поэту Хальгримуру Петурссону, исландскому первопоселенцу Ингольфу Арнарсону и другим. Некоторые скульптуры Йонссона близки по манере исполнения работам Огюста Родена. Скульптор также создавал произведения на мифологические мотивы.
В Рейкьявике создан музей работ Эйнара Йонссона с прилегающим к нему Садом скульптур.